# Nouveau cinéma espagnol
Le nouveau cinéma espagnol est un courant cinématographique espagnol qui s'est développé vers la moitié de la décennie 1960. Son principal véhicule publicitaire a été la revue Nuestro cine.

## Développement
Le Nouveau cinéma espagnol désigne une période commençant avec une certaine ouverture du cinéma espagnol sous les auspices de José María García Escudero, directeur général de la cinématographie de septembre 1951 à mars 1952 et de juillet 1962 à 1968. Il avait participé aux Conversations de Salamanque et profité de l'ouverture du nouveau Ministre de l'Information et du Tourisme, Manuel Fraga Iribarne. Au cours de son nouveau mandat, il a cherché à rassembler un nouveau groupe de cinéastes désireux de se démarquer du cinéma réalisé auparavant et d'aborder des sujets anciens sous une nouvelle perspective. Parmi les mesures qu'il a prises figurent la refondation de l'Escuela Oficial de Cine (es) (EOC), l'approbation des aides au cinéma, l'encouragement des coproductions, la création du diplôme de « film d'intérêt spécial » qui présentait différents avantages, une aide financière automatique aux titres sélectionnés par les festivals internationaux et la réorganisation de la censure cinématographique pour le rendre « plus intelligent et responsable » et avec des règles claires, non à la discrétion des censeurs. Ainsi, la production cinématographique, qui oscillait en 1962 entre 50 et 90 longs métrages par an, atteint en 1966 le chiffre record de 164 longs métrages, dont 97 coproductions.
Bien que le nouveau mouvement soit parallèle à la Nouvelle Vague française, le Free Cinema britannique ou le New American Cinéma Group, il se différencie de ces mouvements pour la quête du réalisme, la nécessité de montrer la véritable face cachée d'un pays qui a subi une terrible crise émotionnelle dû aux blessures traumatiques de la guerre civile, et au goût pour l'adaptation littéraire de livres qui n'avaient pas été très représentés au cinéma. En même temps, il a dû surmonter les problèmes posés par les restrictions et le double jeu imposés par la dictature franquiste, ainsi que par la censure, qui a mutilé le premier film de Jordi Grau, Le Péché (Noche de verano), le rendantt méconnaissable.
Parmi les cinéastes considérés comme membres de cette tendance figurent Manuel Summers, José Luis Borau, Mario Camus ou Basilio Martín Patino. Carlos Saura est considéré comme l'axe d'union entre les nouveaux cinéastes et la génération des années 1950 avec son film La Chasse (La caza, 1965), considéré comme le plus emblématique du mouvement avec Nueve cartas a Berta (ca). Beaucoup de nouveaux cinéastes ont arrêté de réaliser des films pour se concentrer sur la télévision.
Le mouvement se termine en 1968, quand García Escudero est destitué et Carlos Robles Piquer occupe le poste à la directeur général de la cinématographie (ca).

## Cinéastes
Les premiers membres du mouvement sont les élèves de l'Escuela Oficial de Cine (es) (EOC) Francisco Regueiro, Julio Diamante, Pilar Miró, Manuel Summers, Manuel Gutiérrez Aragón, Miguel Picazo, Angelino Fons, Antonio Mercero, Antxon Ezeiza, Mario Camus et Basilio Martín Patino. Le vétéran José Luis Borau les a rejoint comme professeur de l'école. Postérieurement s'y sont ajoutés de nouveaux élèves comme Claudio Guerín, Antonio Drove, José Luis Egea ou encore Víctor Erice.

## Films représentatifs
- 1963 : Los farsantes (ca) de Mario Camus
- 1963 : Del rosa al amarillo (ca) de Manuel Summers
- 1963 : El buen amor de Francisco Regueiro
- 1964 : La Jeune Fille en deuil (La niña de luto) de Manuel Summers
- 1964 : Les Banditso (Llanto por un bandido) de Carlos Saura
- 1964 : Pour un whisky de plus (Cavalca e uccidi) de  José Luis Borau
- 1964 : La tía Tula de Miguel Picazo
- 1964 : Tiempo de amor (ca) de  Julio Diamante
- 1964 : Young Sánchez (ca) de Mario Camus
- 1965 : Nueve cartas a Berta (ca) de Basilio Martín Patino
- 1965 : Le Jeu de l'oie (El juego de la oca) de Manuel Summers
- 1965 : El arte de vivir (ca) de  Julio Diamante
- 1965 : Amador de Francisco Regueiro
- 1966 : Juguetes rotos (ca) de Manuel Summers
- 1966 : La Chasse (La caza) de Carlos Saura
- 1967 : De cuerpo presente (ca) d'Antxon Ezeiza
- 1967 : Último encuentro d'Antxon Ezeiza